# Religioni in Kazakistan
La religione più diffusa in Kazakistan è l'islam. Secondo una stima del 2010 del Pew Research Center, i musulmani sono il 70,4% della popolazione e sono in maggioranza sunniti; il cristianesimo è seguito dal 24,7% della popolazione, mentre lo 0,7% della popolazione segue altre religioni e il 4,2% della popolazione non segue alcuna religione. Una stima del 2020 dell'Association of Religion Data Archives (ARDA) dà i musulmani al 68,9% circa della popolazione e i cristiani al 26% circa della popolazione; lo 0,4% circa della popolazione segue altre religioni e il 4,7% circa della popolazione non segue alcuna religione.

## Religioni presenti

### Islam
La maggioranza dei musulmani kazaki è sunnita e segue la corrente hanafita. Sono presenti anche minoranze di ahmadiyya e di sciiti.

### Altre religioni
In Kazakistan sono presenti gruppi di seguaci del bahaismo, dell'ebraismo, del buddhismo, dell'induismo, dello zoroastrismo e della religione tradizionale cinese. Vi sono anche seguaci del tengrismo (una religione dell'Asia centrale) e dei nuovi movimenti religiosi.